# 202787 Kestecher
202787 Kestecher é um asteroide do cinturão principal que orbitam entre Marte e Júpiter. Ele possui uma magnitude absoluta de 17,3.

## Descoberta
202787 Kestecher foi descoberto no dia 25 de julho de 2008 através do Observatório Astronômico de Maiorca.

## Características orbitais
A órbita de 202787 Kestecher tem uma excentricidade de 0,2292227 e possui um semieixo maior de 2,4297784 UA. O seu periélio leva o mesmo a uma distância de 1,872818 UA em relação ao Sol e seu afélio a 2,9867388 UA.